# Leptogenys ingens
Leptogenys ingens é uma espécie de formiga do gênero Leptogenys, pertencente à subfamília Ponerinae.